# CTNNB1

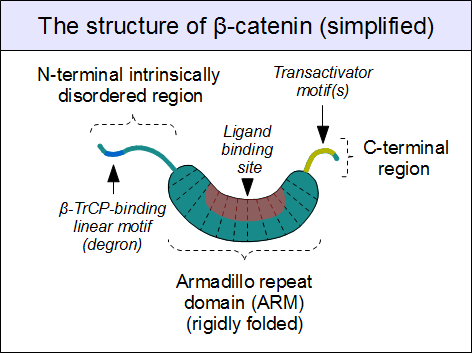
Vereenvoudigde structuur van β-catenine

CTNNB1 (catenin, beta 1) is een gen dat het eiwit β-catenine codeert. Het gen bevindt zich bij de mens op locus 3p22.1 van chromosoom 3. Bèta 1-catenine, ook wel bèta-catenine of β-catenine, is een multifunctioneel eiwit met gedeelde functies dat een rol speelt bij celadhesie, bij intercellulaire communicatie en bij transcriptie. Het eiwit maakt deel uit van een adhaerensverbinding gebaseerd op cadherine.
De kern van het eiwit bestaat uit een aantal tandemherhalingen. Deze armadillo-eiwitten vormen een armadillo-domein (ARM) met aan de binnenzijde een bindingsplaats voor verschillende liganden zoals E-cadherine.
Het eiwit speelt via Wnt-signalering niet alleen een rol bij de embryonale ontwikkeling, maar ook bij verschillende vormen van kanker.
APC is een down-regulator voor β-catenine; mutaties hiervan en van het gen CTNNB1 kunnen bijdragen aan darmkanker.